# Katrin Stotz
Katrin Stotz (19 giugno 1966) è un'ex sciatrice alpina tedesca.
Fino alla riunificazione tedesca (1990) gareggiò per la nazionale tedesca occidentale.

## Biografia
Sciatrice polivalente, la Stotz debuttò in campo internazionale in occasione dei Mondiali juniores di Sugarloaf 1984; in Coppa del Mondo ottenne il primo piazzamento il 17 dicembre dello stesso anno a Santa Caterina Valfurva in slalom gigante (8ª) e il miglior risultato il 20 dicembre 1986 in Val di Zoldo nella medesima specialità (6ª). Ai Mondiali di Crans-Montana 1987, sua unica presenza iridata, si classificò 14ª nello slalom gigante; il suo ultimo piazzamento in Coppa del Mondo fu il 9º posto ottenuto l'11 marzo 1990 a Stranda in slalom speciale e l'ultimo risultato della sua carriera agonistica fu la medaglia d'oro vinta nello slalom gigante ai Campionati tedeschi 1991. Non prese parte a rassegne olimpiche.

## Palmarès

### Coppa del Mondo
- Miglior piazzamento in classifica generale: 47ª nel 1987

### Coppa Europa
- Miglior piazzamento in classifica generale: 6ª nel 1989

### Nor-Am Cup
- Vincitrice della classifica di slalom gigante nel 1986[senza fonte]

### Campionati tedeschi
- 5 medaglie (dati parziali fino alla stagione 1985-1986)[1]:
  - 2 ori (slalom gigante nel 1990; slalom gigante nel 1991)
  - 1 argento (slalom speciale nel 1990)
  - 2 bronzi (slalom gigante nel 1986; supergigante nel 1987)